# Bregencja

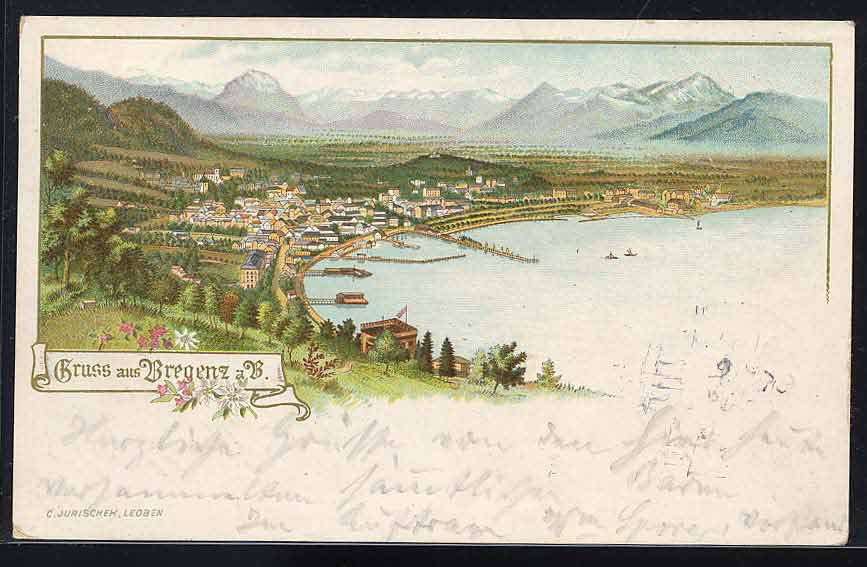
Bregencja na kartce pocztowej z 1895

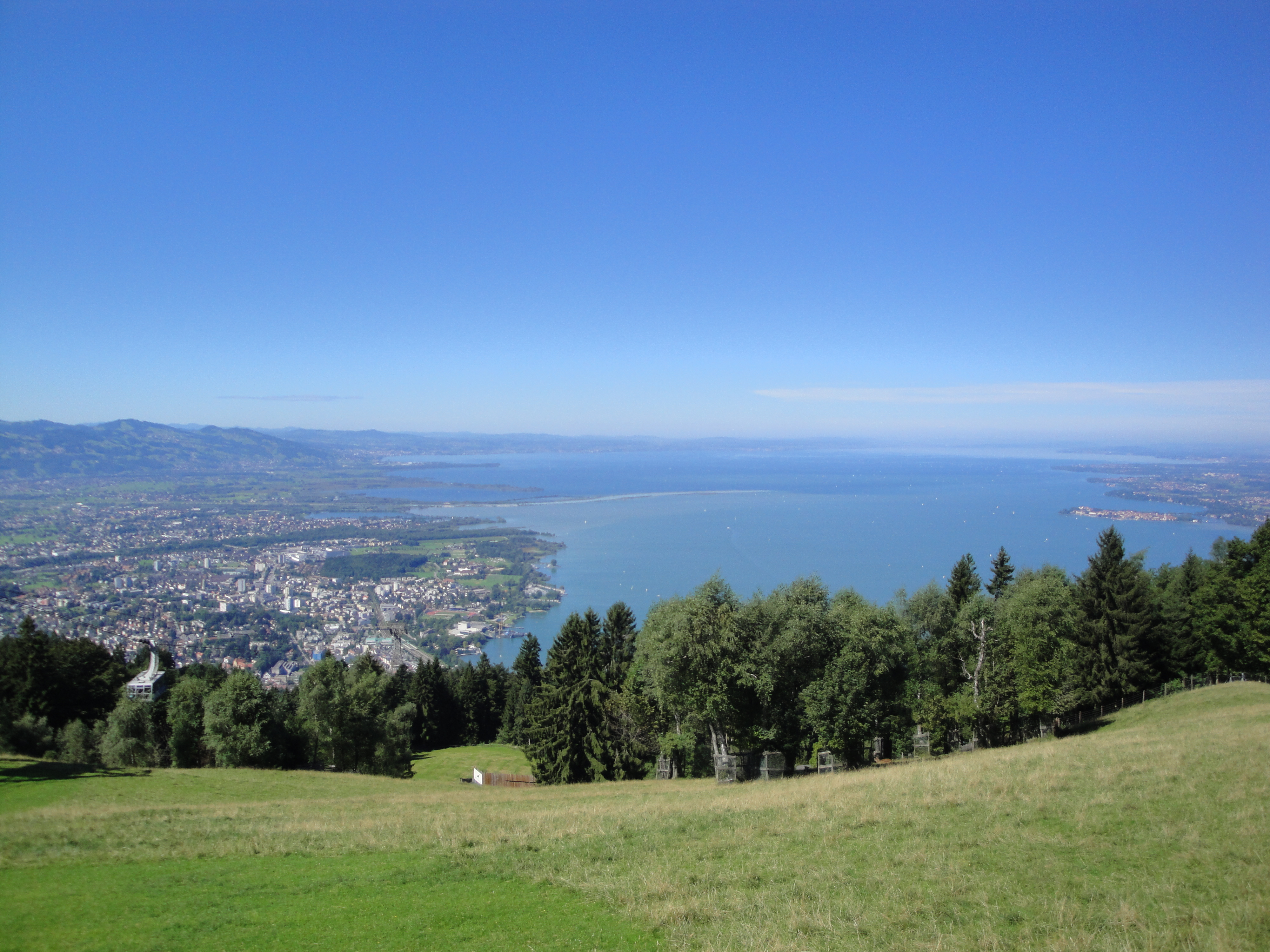
Widok z pobliskiej góry Pfänder

Bregencja (niem. Bregenz) – miasto w Austrii, stolica kraju związkowego Vorarlberg oraz siedziba powiatu Bregencja. Leży nad Jeziorem Bodeńskim, u ujścia Bregenzer Ach, u stóp góry Pfänder należącej do masywu Lasu Bregenckiego w Północnych Alpach Wapiennych.
Bregencja jest jedynym większym miastem austriackim nad Jeziorem Bodeńskim, wciśnięte jest pomiędzy terytorium Niemiec i Szwajcarii. Jest siedzibą landtagu kraju związkowego Vorarlberg i licznych lokalnych instytucji, a także konsulatów Niemiec, Szwajcarii, Włoch i Turcji. W mieście znajduje się też wojskowy garnizon i dowództwo krajowego okręgu wojskowego, krajowe dowództwo policji Vorarlbergu, szpital, sanatorium, szkoły podstawowe, kilka szkół gimnazjalnych i ponadgimnazjalnych, muzeum, biblioteka, centrum sztuki.

## Historia
Historia osadnictwa w okolicach Bregencji sięga XV w. p.n.e. Tysiąc lat później, w V w. p.n.e. Celtowie zbudowali tu swoją warownię Brigantion. Rzymianie, którzy w roku 15 p.n.e. podbili całą dzisiejszą prowincję Vorarlberg, utworzyli tu swój obóz warowny Brigantium, który około roku 50 n.e. stał się stolicą tego okręgu i siedzibą admiralicji rzymskiej marynarki na Jeziorze Bodeńskim. Rzymianie nadali Brigantium prawa miejskie. Alamanowie, lud germański złupili miasto w latach 259/60, ale zostało odbudowane. Cesarz rzymski Gracjan odwiedził je w 377.
Pod koniec istnienia Cesarstwa Rzymskiego, w połowie V wieku osiedlili się w Bregencji Alamanowie. Na początku wieku VII, w latach 610–612, działali tutaj misjonarze iryjscy św. Kolumban i św. Gall. Od roku 917 tutejszy zamek służył za siedzibę Udalrichingerów, dynastii władającej prowincją Vorarlberg, którzy nazwali się książętami Bregencji. Pierwszym, który ustanowił swą siedzibę był Urlich VI (Ulrich, Uzzo), zm. 957, ojciec Gebharda II (ur. pomiędzy 946 a 949), biskupa (w latach 979–995) Konstancji, patrona kobiet ciężarnych. Dynastia Udalrichingerów wygasła w połowie XII wieku.
Około 1170 Hugo Montfort z Tybingi założył przy zamku w Bregencji miasto nowego typu (wzmiankowane po raz pierwszy w 1249, poszerzone potem w XIII i XIV wieku, a następnie w latach 1650–1652). W 1451 Habsburgowie kupili połowę hrabstwa Bregencji wraz z miastem. Po wymarciu w 1523 bregenckiej gałęzi rodu Montfort pozostała część tego hrabstwa została włączona w granice tzw. Austrii Przedniej (Vorderösterreich).
Od 1726 ośrodek władzy (najpierw Obervogtei, od 1786 Kreisamt) Austrii w Vorarlbergu. Pomiędzy 1805 a 1814 pod rządami bawarskimi, po kongresie wiedeńskim (1815) Vorarlberg wraz z Bregencją i sąsiednim regionem Tyrol zwrócony został Cesarstwu Austrii. W latach 1842–1850 budowa portu (później rozbudowywanego w latach osiemdziesiątych XIX w.), w 1872 budowa linii kolejowej przechodzącej przez miasto, co rozpoczęło rozprzestrzenianie się miasta na pobliską okolicę. W 1861 ustanowiono w Bregencji siedzibę landtagu dla Vorarlberga. Po wybuchu I wojny światowej powstał Centralny Komitet Wychodźczy dla Przedarulanii z siedzibą w Bregencji. Od 1918 siedziba gubernatora Landeshauptmann kraju związkowego. W roku 1919 włączono do Bregencji wieś Rieden Vorkloster. W roku 1938, po anschlussie Austrii przez III Rzeszę, ustanowiono Bregencję stolicą powiatu (Kreisstadt). Pod koniec II wojny światowej, w 1945, miasto było bombardowane (zniszczono 72 budynki) i wyzwolone przez wojska francuskie. Po wojnie przywrócono w Austrii podział administracyjny sprzed 1938, dzięki czemu Bregencja ponownie stała się stolicą Vorarlbergu. W 1946 przyłączono do miasta miejscowość Fluh.

## Kultura
Od 1945 corocznie odbywa się tutaj w lipcu i sierpniu festiwal sztuki Bregenzer Festspiele, od 1980 niektóre z przedstawień odbywają się w specjalnie w tym celu wybudowanym audytorium centrum kongresowo-festiwalowego. W 2010 roku tutaj właśnie wykonano aż dwie opery Mieczysława Wajnberga: Pasażerkę, wystawioną po raz pierwszy na scenie i Portret, a w 2013 roku operę innego zapomnianego kompozytora pochodzenia polskiego – Kupca weneckiego Andrzeja Czajkowskiego.

## Gospodarka
Spośród blisko 15 tysięcy zatrudnionych (1991) mieszkańców miasta większość pracuje w małych firmach usługowych i handlowych oraz w lokalnym przemyśle tekstylnym, obróbki szkła, konstrukcji maszyn, produkcji okuć meblowych. Atrakcyjne położenie miasta czyni je całorocznym ośrodkiem turystycznym i sportowym: przez znaczną część roku można uprawiać tu turystykę pieszą i rowerową (liczne w mieście i okolicach hotele i schroniska), latem powodzeniem cieszą się tu sporty wodne, a zimą – sporty zimowe, w tym narciarstwo zjazdowe (na górę Pfänder prowadzi kolejka linowa).

## Współpraca
Miejscowości partnerskie:
- Akka, Izrael
- Bangor, Irlandia Północna